# 전형산
전형산(全亨山, 1922년 ~ 1977년 3월 20일)은 대한민국의 정치인이다. 제4·5대 국회의원을 지냈다.

## 학력
- 강릉농업학교졸업

## 경력
- 인제군농회기수
- 태백산지구전투경찰제2중대장
- 국방부부산포로심시위원장
- 고성ㆍ인제경찰서장
- 자유당인제군당위원장

## 역대 선거 결과
|  | 71.9% |

|  | 35.81% |